# Spellbound (film 2002)
Spellbound è un documentario del 2002 diretto da Jeffrey Blitz candidato al premio Oscar al miglior documentario.